# Itys
Itys – w mitologii greckiej syn Prokne i Tereusa.
Został zabity przez swą matkę i jej siostrę Filomelę i podany w potrawie swemu ojcu – był to akt zemsty na Tereusie po tym, jak uwiódł Filomelę i uciął jej język, aby o zdradzie nie dowiedziała się Prokne.